# Alexander Bond
Alexander S. Bond (* 18. Juni 1996) ist ein dänischer Badmintonspieler. 

## Karriere
Alexander Bond startete bei den Badminton-Juniorenweltmeisterschaften 2013 und 2014. Bei den Norwegian International 2013 belegte er im Doppel mit Mathias Weber Estrup und im Mixed mit Rikke S. Hansen jeweils Rang zwei. Bei den Iceland International 2014 siegte er im Mixed mit Ditte Soby Hansen.